# Клональное старение
Клональное старение (англ.: clonal senescence) — вид клеточного старения, свойство ряда митотически делящихся клеток, например соматических клеток или некоторых простейших, проявляющееся в замедлении и конечной остановке клеточных делений. Преодолеть клональное старение позволяют: для простейших — половое размножение, после которого организм восстанавливает скорость делений, а для соматических клеток — раковая трансформация или внешние воздействия. Показано также наличие клеточного старения и для бактерий, например E.coli, C.crescentus.
Ограничение числа клеточных делений — свойство живого, благодаря которому способны существовать многоклеточные организмы (им необходимо запрещать самопроизвольное деление клеточной массы, а также бороться с раком) и одноклеточные (используется, как способ уменьшения числа мутаций в популяции). Первым доказанным механизмом остановки клеточных делений стало укорочение теломерных областей хромосом, предел Хейфлика, однако, этот механизм далеко не единственный, и как и многие важные клеточные процессы, клональное старение контролируется несколькими способами.

## Клональное старение простейших
Многие одноклеточные организмы в своем жизненном цикле чередуют половое и бесполое размножение, при этом как правило, в благоприятных условиях предпочтение отдается бесполому (и так все хорошо, нет необходимости меняться), а половое сопряжено с риском и перенесением неблагоприятных условий.
В то же время все организмы подвержены мутагенезу, который необходимо сдерживать. Сложный процесс конъюгации инфузорий, сопряженный с большим риском для этих организмов и не приводящий к увеличению их численности, обеспечивает обновление генетической информации. Без него инфузории делятся митозом около 200 раз, после чего перестают делиться и позже гибнут.
Проведя аналогию с известным механизмом ограничения клеточных делений человека (50 делений), было выдвинуто предположение, что в процессе мейоза запускается удлинение теломер, которого не происходило на других этапах клеточного цикла. Однако оказалось, что у инфузорий укорочения теломерных областей между мейозами не наблюдается, в то время, как общее количество ДНК снижается.
На сегодняшний день предполагается, что с помощью полового размножения выбраковываются особи, накопившие критическое число мутаций, чье размножение в дальнейшем окажется вредным для популяции, а также дается возможность провести гомологичную репарацию, что повышает общее сходство генотипа популяции. В то же время, увеличивается разнообразие генотипов отдельных организмов, что позволяет популяции приспосабливаться к различным внешним условиям. Тем не менее не ясно, достаточно ли одного накопления повреждений ДНК, чтобы заставить инфузорий остановить деления или это генетическая программа, крайне не выгодная для отдельной инфузории, но спасительная для популяции в целом.
Аналогичные механизмы старения наблюдаются и у бактерий, дрожжей, что противоречит исходной версии закона о естественном отборе Чарльза Дарвина, который, однако, допускал существование сложных взаимоотношений, таких как альтруизм, в популяции. Гораздо более логично рассматривать наблюдаемые явления с позиции Ричарда Докинза, описанной в его книге «Эгоистичный ген».

## Дрожжи, как модель изучения старения
Одним из излюбленных модельных объектов ученых являются пекарские дрожжи лат. Saccharomyces cerevisiae. Они исключительно удобны из-за высокой скорости деления, относительной простоты получения мутантов по сравнению с, например, мышью, и множества других преимуществ, однако изучение старения дрожжей и других одноклеточных организмов не может моделировать старение, например человека.
Выделяют два способа изучения старения дрожжей — репликативное и временное старение.

### Репликативное старение дрожжей
Репликативное старение дрожжей — закономерное замедление и последующая остановка клеточных делений дрожжей в результате митоза, считая с момента отпочковывания молодой клетки от более крупной клетки дрожжей.
Из данного определения видно, что изучение репликативного старения возможно лишь благодаря асимметричности митоза почкующихся дрожжей. При этом молодая почка принимается за новый организм, а крупная клетка за старый. В дальнейшем старая клетка прекращает деление и погибает, а молодая — растет и почкуется около 50 раз.
Строго говоря, старение, как универсальный процесс, напрямую не соотносится с репликативным старением дрожжей, которое, скорее иллюстрирует потерю репродуктивного потенциала.
С помощью микроскопии и остающихся на поверхности дрожжей на месте почкования шрамам показано, что почкование не идет там, где оно уже происходило, однако, расчет показывает, что площадь поверхности не лимитирует количество клеточных делений.
Известно, что в старой клетке накапливаются экстрахромосомные кольцевые рибосомальные ДНК, поврежденные белки и белковые агрегаты, неспособные к протеолизу. По-видимому, эти факторы негативно влияют на старую клетку, их накопление в одной клетке и её дальнейшая гибель предотвращает распространение поломанной ДНК и другого мусора в популяции.

### Временное старение дрожжей
Временное или хронологическое старение дрожжей основывается на изучении выживания клеток в стационарной дрожжевой культуре во времени. Оно не зависит от делений клеток, а характеризуется лишь временем и процентом выживающих клеток в данный момент времени.
Изучение механизма хронологического старения дрожжей привело к неожиданному выводу, что смерть клеток в стационарной культуре наступает в результате отравления их собственными метаболитами, в частности уксусной кислотой. Тем не менее это не останавливает многих ученых в изучении хронологического старения дрожжей.

## Старение у прокариот
Идея старения прокариот получила развитие лишь в недалеком прошлом из-за ряда трудностей при изучении данного вопроса. Действительно, если организм размножается бинарным делением, определить его возраст и взаимоотношение родитель-потомок с точки зрения философии науки сложно. На помощь пришли новые методы и объекты исследования, однозначно определяющие данные понятия.
Во-первых, в природе есть прокариоты, делящиеся асимметрично (на примере дрожжей, рассмотренном выше, вопрос, где родитель, а где потомок не возникает), и это позволяет анализировать судьбы таких организмов от их возникновения до смерти. Элегантно показано, что C.crescentus, грамотрицательная бактерия-олиготроф, обитающая в пресных озерах и ручьях и ведущая в основном прикреплённый образ жизни, стареет, а направленная эволюция в условиях раннего отбора потомков приводит к накоплению мутаций, вредных в более зрелом возрасте.
Своего рода старение есть и у симметрично делящихся бактерий, таких как кишечная палочка. Так как деление клетки у них всегда идет поперек, наблюдая за их размножением во времени на протяжении нескольких поколений и засекая время между делениями, мы получим данные о репликативном старении бактерий. Такой эксперимент был поставлен даже раньше описанного выше, и оказалось, что клоны E.coli физиологически различаются. Бактерии, несущие более старые полюса клетки (мечение полюсов на видео высокого разрешения было единственным способом разделить клетки по времени возникновения) делились медленнее, чем их более новые клоны, что свидетельствует в пользу наличия старения и у бактерий.